# Кван хо
Кван хо певање је стил вијетнамске народне музике који карактерише и његова антифона природа, са наизменичним групама певача и певача који постављају музичке изазове и одговоре. Кван хо је уобичајен у ритуалима и фестивалима, а заједничка тема у многим песмама су љубав и сентименталност које доживљавају млади одрасли. Кван хо је признат као пракса нематеријалног културног наслеђа УНЕСКО-а 2009.
Кван хо стил је настао у садашњој провинцији Бац Нинх и први пут је забележен у 13. веку, и традиционално се повезује са пролећним фестивалима који прате прославу Tết Nguyên Đán (вијетнамске Нове године). Историјски гледано, певање је почињало увече уочи фестивала, али данас је много чешће да се певање дешава на главни дан фестивала. Уопштено говорећи, почетну „фразу изазова“ (câu ra) из познатог корпуса песама пева пар певачица, након чега ће пар певача одговорити одабиром и певањем „подударне фразе“ (câu đối), који мора поновити мелодију фразе изазова. Када заврше, редослед је обрнут, а мушкарци ће издати сопствену фразу изазова са другом мелодијом. Док је у прошлости певање било без пратње, данас је уобичајено да певаче прате инструменти, било традиционални вијетнамски инструменти или модерни као што су електричне клавијатуре.
Постоји велики број кван хо мелодија, са хиљадама различитих песама које су снимљене и записане у форми партитура. Једноставнија варијанта песме одговора, која омогућава изговорене одговоре и коју певају дечаци и девојчице на сеоским фестивалима је trống quân певање.